# Mein blauer Vogel fliegt
Mein blauer Vogel fliegt ist ein deutscher Spielfilm der DEFA von Celino Bleiweiß nach dem Kinderbuch Der gute Stern des Janusz K. von Gisela Karau aus dem Jahr 1972, das frei nach einem authentischen Fall geschrieben wurde.

## Handlung
Eine Gruppe polnischer Jungen wird in ein Konzentrationslager eingeliefert und Robert, einem deutschen Kapo, Chef des Bautrupps, zugeteilt. Hier müssen sie die gleichen schweren Arbeiten ausführen wie die Erwachsenen. Eines Tages trifft Janusz seinen im gleichen Lager inhaftierten Onkel Marian, der durch die Schwerstarbeit bereits am Ende seiner Kräfte ist. Er erinnert sich an die schönen Tage seiner Kindheit. Immer wieder gibt es Einspielungen aus der Zeit, als Janusz und sein Onkel noch friedlich an einem blauen Modellflugzeug bauten und dieses fliegen ließen.
Robert tut alles, um die jungen Leute am Leben zu erhalten und schlägt deshalb dem KZ-Kommandanten vor, sie zu Maurern auszubilden, um sie so mit körperlich leichteren Aufgaben betrauen zu können. Die Gruppe der angehenden Maurer wird von einem Deutschen, einem Franzosen und einem Tschechen geführt. Aber für die Polen ist jeder Deutsche ein Gegner. Es braucht Zeit, Mühe, List, Geduld und Mut, um Feindschaft und Misstrauen aufzulösen und den Kindern Bedingungen und Gründe für ein Überleben angesichts der ständigen Versuche der Faschisten, alle zu erniedrigen, einsichtig zu machen.
In einer wichtigen Szene des Films teilt der Lagerkommandant dem Kapo Robert mit, dass dessen Sohn an der Front in Russland gefallen sei und er dafür sein Foto an der Wand aufhängen darf. Als Janusz wegen eines Problems in die Baracke Roberts kommt, sieht er das Bild mit dem Sohn in Uniform und zerreißt es in viele Stücke. Die Schnipsel findet die SS und sie drehen es so, als ob Robert das Bild selbst zerrissen hätte, da er wütend darüber war, dass sein Sohn für die deutsche Wehrmacht gegen die Russen gekämpft hat. Dafür kommt er in den Arrest. Jetzt sammeln die Jugendlichen für ihren Retter Brot und schmuggeln es in seine Zelle, denn sie haben erkannt, was er für sie getan hat.

## Produktion
Grundlage für die Geschichte war das Leben des im KZ Buchenwald inhaftierten Kommunisten Robert Siewert, der als Bautruppführer dafür sorgte, dass jugendliche Polen und Juden eine Maurerausbildung erhielten und somit etwas von den schweren Strapazen der Lagerarbeit verschont blieben. Diesem Robert Siewert ist der Film auch gewidmet.
Mein blauer Vogel fliegt wurde von der Künstlerischen Arbeitsgruppe „Berlin“ auf ORWO-Color gedreht. Die Uraufführung fand am 23. Oktober 1975 im Berliner Kino International statt. Die Erstausstrahlung im Fernsehen der DDR lief am 23. Juli 1979 im 1. Programm.

## Kritik
Helmut Ullrich von der Tageszeitung Neue Zeit fand, dass der Film unter der Unentschiedenheit zu leiden scheint, ob er nun für ältere Kinder oder für Erwachsene hauptsächlich bestimmt sei. Für die Jüngeren ist Vieles in dem Film fast zu kompliziert und für die Älteren ist er wiederum zu vereinfacht und naiv.
Das Lexikon des internationalen Films bezeichnete die bedenkenswerte Thematik und Aussage des Films als künstlerisch nicht abgerundet.